# Melt My Eyez See Your Future
Melt My Eyez See Your Future è il quinto album in studio del rapper statunitense Denzel Curry, pubblicato nel 2022.

## Tracce
1. Melt Session #1 (featuring Robert Glasper) – 4:01
2. Walkin – 4:40
3. Worst Comes to Worst – 2:50
4. John Wayne (featuring Buzzy Lee) – 2:36
5. The Last – 4:22
6. Mental (featuring Saul Williams and Bridget Perez) – 2:26
7. Troubles (featuring T-Pain) – 2:40
8. Ain't No Way (featuring 6lack, Rico Nasty, JID, Jasiah and Kitty Cash) – 4:24
9. X-Wing – 2:56
10. Angelz (featuring Karriem Riggins) – 3:51
11. The Smell of Death – 1:20
12. Sanjuro (featuring 454) – 2:07
13. Zatoichi (featuring Slowthai) – 3:30
14. The Ills – 3:22